# 答剌罕
答剌罕，唐朝官書譯為達干（羅馬化：Tarqan），另譯答儿罕、打儿汉，清朝称达尔罕（转写：Darhan）、达尔汉，是古代歐亞大草原各族使用的称号，最初由中亚的粟特人、塞迦人、嚈哒人使用，后来包括突厥、匈牙利、蒙古和伊朗以及其他欧亚游牧民族，突厥汗国以及蒙古帝国的继承者们普遍使用此称谓。
答剌罕最初“专统兵马事”，大致可称为将军（可萨人的军队规模大致为团级），他们也可以被任命为被征服地区的军事长官。这个头衔在不同时代有不同的含义。在维吾尔人中，它的意思是“副官、大臣”；在乌古斯人中，它的意思是“总督”；而在帖木儿帝国中答剌罕被当作高级军衔使用。

## 歷史沿革
该词的起源尚不清楚。多位历史学家认为该词起源于东伊朗语（粟特语或于阗塞语）或突厥语。
答剌罕本專指統兵武將，在南北朝時代為柔然人所用，汉文史书记为“塔寒”，後各草原民族皆用之。可薩人统治者头衔亦是答剌罕。古突厥可能从柔然或阿瓦尔人那里借用了達干这个称号。突厥王子阙特勤的鄂尔浑碑铭中提到了“乌古尔達干”（ Oğul Tarqan）和其他“達干特”（ tarqat）。他们被给予崇高的特權，可以犯九罪而不罰、帶弓箭覲見可汗、圍獵不交獵物、免稅、自擇牧場。一种说法认为，古突厥语中的最高头衔之中，達干不像特勤和設那样是皇室成员独有的，但它仍然属于高级头衔，并承担着行政责任。该头衔在契丹人中也得到了使用，在蒙古高原和华北北部出现的辽代石刻之中出现了答剌罕的记载。在高昌回鹘，这个官号已成为世袭的空衔。
和许多头衔一样，答剌罕也作为人名出现，与其个人的等级无关。例如，九世纪中叶的阿拉伯文献中提到“可萨人之王答剌罕”（阿拉伯語：ترخان）。这究竟是对军事官员头衔的混淆，还是可汗的的个人名字，目前尚不清楚。作为人名，答剌罕今天偶尔在土耳其语和阿拉伯语中使用，它在匈牙利语中则用作姓氏。
蒙古興起後，答剌罕用以指称平民或奴隶因军功及其他勋劳而被主人解放的人，不但被免除了对主人的人身隶属关系和赋役负担，并可享受各种特权，实际已上升为统治阶级。成吉思汗對曾經有救命之恩的人一律授予答剌罕。如非有功，蒙古人也不輕授；如有功，則非蒙古人也可授予。西征時，拖雷病重，撒馬爾罕人景教徒撒必為其治病，亦授。蒙哥時代，對揭發窩闊台家族謀叛的人也授予。忽必烈建立元朝後，逐渐成为对功臣勋戚的封号。答剌罕的受封人數大增，甚至還有一隊「答剌罕軍」，不發軍餉，由戰利品代替。
当元朝和伊尔汗国爆发皇室继承危机时，答剌罕们作為統治集團的一員在解决危机中发挥了关键作用。在一位印度人带领阿八哈的母亲和她的队伍从中亚一路安全抵达波斯后，阿八哈汗封他为答剌罕（波斯語：ترخان）。波斯的一位富商因在伊尔汗国早期战败期间的功绩而被合赞汗封为答剌罕。
在東歐，金帐汗国的可汗为答剌罕分配了重要的任务。帖木儿·忽格鲁特的一份令旨授予了克里米亚的答剌罕巨大权力。阿斯特拉罕名称来源于古城哈吉塔爾漢。最早提到这座城市的是阿拉伯旅行家伊本·白图泰，他在1334年访问了该城。他写道：“塔尔汉的意思是他们（鞑靼人）在此处免于收稅……这座城市的名字来自突厥的一个虔诚的哈吉（朝圣者）。苏丹给了他免税的地方，在此建立村庄；然后它发展成为一个城市”。在俄罗斯沙皇国，包括巴什基尔人、莫尔多瓦人、卡西莫夫韃靼人和卡尔梅克人等一系列民族被称作“塔尔汉”（俄语：Тархан），意思是自由人，他们不支付牙萨克、免税，也不领取俄国的俸禄，但有义务服兵役。这项制度直到1700年才被皇帝彼得一世废止。
蒙古帝国时代的所有工匠都拥有达尔罕的地位，并且不受朝廷各种苛捐杂税的影响。此后达尔罕这个词在蒙古语中泛指工匠或單指铁匠，现今蒙古国的达尔汗市就得名于此。为蒙古大汗的斡耳朵服务的人多被授予达尔罕的头衔。元朝灭亡後他们在蒙古各部仍然享有特权，本人死后子孙还可袭称。今中國内蒙古自治區鄂尔多斯市的“达尔扈特”，就是他们的后代。
明代时的蒙古达延汗在镇压右翼三万户叛乱后，免除了参加达兰特哩衮之战的士兵税赋，并于1513年封他们为达尔罕。达尔罕的头衔有时也授予出身低微的人，1665年喀尔喀阿勒坦汗额磷沁罗卜藏授予一名俄国翻译这一头衔，并请求俄罗斯沙皇免除该翻译的所有纳税义务。在1635年林丹汗去世，蒙古汗国灭亡后，清代的满语从蒙古语之中借入该词，意思也是“工匠”，同时作为一种荣誉称号授予有功的蒙古贵族，如達爾罕親王、達爾罕貝勒。在呼圖克圖、葛根等藏传佛教的重要人物之中，達爾罕的封號也十分常見，如察罕達爾汗呼圖克圖、達爾罕活佛等。今內蒙古自治區還有達爾罕茂明安聯合旗。
在南亚，阿魯渾王朝的一名答剌罕穆罕默德·伊萨·達爾汗建立了達爾汗王朝，该王朝于1554年至1591年统治今巴基斯坦的信德省。達爾汗在印度河流域的旁遮普地區是一種姓，地位相當於木匠，有人說他們是塞種。
根据君士坦丁七世的《帝国行政论》，七个马扎尔部落的其中一个被称为“达尔扬”（中古希腊语： Taryanou），它是许多村庄和城市名称中使用的常见地理名称。